# نیکلاس و الکساندرا
نیکلاس و الکساندرا (به انگلیسی: Nicholas and Alexandra) فیلمی ۱۸۹ دقیقه‌ای است به کارگردانی فرانکلین جی شافنر با بازی مایکل جیستن و جنت سوزمن است.